# Länsväg 161
De Zweedse weg 161 (Zweeds: Länsväg 161) is een provinciale weg in de provincie Västra Götalands län in Zweden en is circa 24 kilometer lang. De weg ligt in het zuiden van Zweden en verbindt enkele schiereilanden aan de westkust met elkaar.

## Plaatsen langs de weg
- Herrestad
- Ekholma
- Berg, Skogen en Kamperöd
- Lysekil

## Knooppunten
- E6 en Riksväg 44 bij Herrestad (begin)
- Länsväg 160

Veerboot
- Länsväg 162 bij Lysekil (einde)